# Nikita Biezlichotnow
Nikita Siergiejewicz Biezlichotnow, ros. Никита Сергеевич Безлихотнов (ur. 19 sierpnia 1990 w Moskwie, Rosyjska FSRR) – rosyjski piłkarz, grający na pozycji pomocnika.

## Kariera piłkarska

### Kariera klubowa
Wychowanek klubów FSzM Torpedo Moskwa i Torpedo-ZiL Moskwa. W 2009 rozpoczął karierę piłkarską w barwach Torpedo-ZiL Moskwa. W lutym 2011 po rozformowaniu klubu został piłkarzem Torpeda Moskwa. W lipcu 2013 przeniósł się do Kubania Krasnodar. 31 sierpnia 2013 został wypożyczony do końca roku do ukraińskiego Metałurha Donieck.

### Kariera reprezentacyjna
W 2012 debiutował w młodzieżowej reprezentacji Rosji. W 2013 występował w studenckiej reprezentacji Rosji.